# Vermilion Cliffs

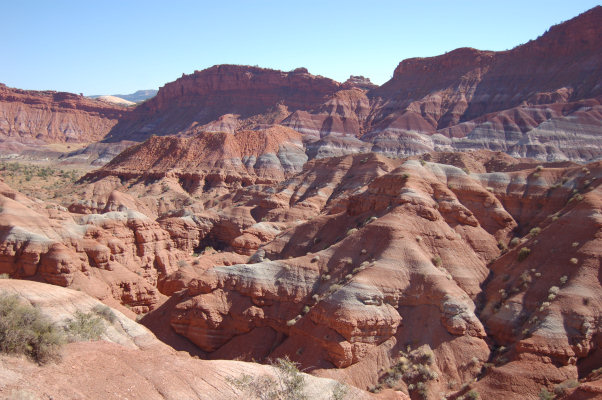
Vermilion Cliffs, le Paria Canyon.

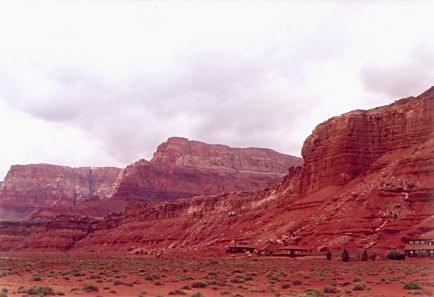
Vermilion Cliffs.

Les Vermilion Cliffs constituent le second des cinq niveaux formant le Grand Staircase. Ces collines, colorées en rouge vermillon, sont localisées le long de la U.S. Route 89 près de la localité de Kanab dans l'État de l'Utah ainsi qu'en Arizona. Elles font partie de l'immense plateau du Colorado. Ces remparts rougeâtres, loin de former un front uni, offrent d'innombrables visages: fracturés, en dents de scie, hachurés, effondrés.
Depuis 1984, près de 455 km2 de ces collines sont protégées au sein de la zone de préservation naturelle Paria Canyon-Vermilion Cliffs Wilderness tandis qu'une autre zone plus importante fut proclamée Monument national de Vermilion Cliffs en 2000.
La zone fut une route importante pour les colons du XIXe siècle transitant entre l'Utah et l'Arizona. La zone fut explorée par des pionniers mormons  et le missionnaire Jacob Hamblin. Ces collines sont faites de limon et de dunes de sable cimentées par des carbonates et colorées en rouge par de l'oxyde de fer et d'autres minéraux dont le manganèse. Au printemps, cette région aride peut se couvrir d'un tapis fleuri lorsque des pluies s'abattent sur la région.
Hautes de 900 mètres, les Vermilion Cliffs illustrent l'histoire sédimentaire du paysage. Pendant des millions d'années, les processus géologiques ont transformé les sédiments charriés par l'eau ainsi que le sable emporté par le vent. Il en résulte cinq formations rocheuses distinctes : le grès de Navajo, la formation de Kayenta, la formation de Moenave, les trois datent du Jurassique inférieur, la formation de Chinie et la formation de Moenkopi du Trias.

## Faune
Les condors de Californie ont disparu des Vermilion Cliffs au début du XXe siècle. Ils y sont de retour depuis leur réintroduction, en 1996. Et, bien qu'encore faible, leur population augmente chaque année.